# Shiawase ni Naritai
Singles de Yuki Uchida
Baby's Growing Up
(1995) Ever & Ever
(1996)
 Shiawase ni Naritai  (幸せになりたい) est le cinquième single de Yuki Uchida, sorti le 19 août 1995 au Japon sur le label King Records, cinq mois après son précédent single Baby's Growing Up. Il atteint la 6e place du classement Oricon, et reste classé pendant 14 semaines, se vendant à 471 740 exemplaires durant cette période ; bien que ce soit alors son single le moins bien classé, il restera son single le plus vendu.
La chanson-titre, écrite par Kohmi Hirose, a été utilisée comme thème musical du drama Campus Note avec Uchida en vedette ; elle ne figurera pas sur son prochain album Ai no Baka qui sort deux mois plus tard, mais sera incluse en "titre bonus" sur l'album d'après, Nakitakunalu, qui sort en octobre suivant. Elle figurera aussi par la suite sur les compilations Present de 1997 et Uchida Yuki Perfect Best de 2010. Kohmi Hirose la reprendra elle-même pour la faire figurer en "titre inédit" sur son album compilation The Best "Love Winters" de fin 1998.

## Liste des titres
1. Shiawase ni Naritai (幸せになりたい?) (4:52)
2. "Ai ni Tsuite Katarimashō yo" (「愛について語りましょうよ」?) (3:20)
3. Shiawase ni Naritai (Original Karaoke) (幸せになりたい...?) (4:52)